# Samanu

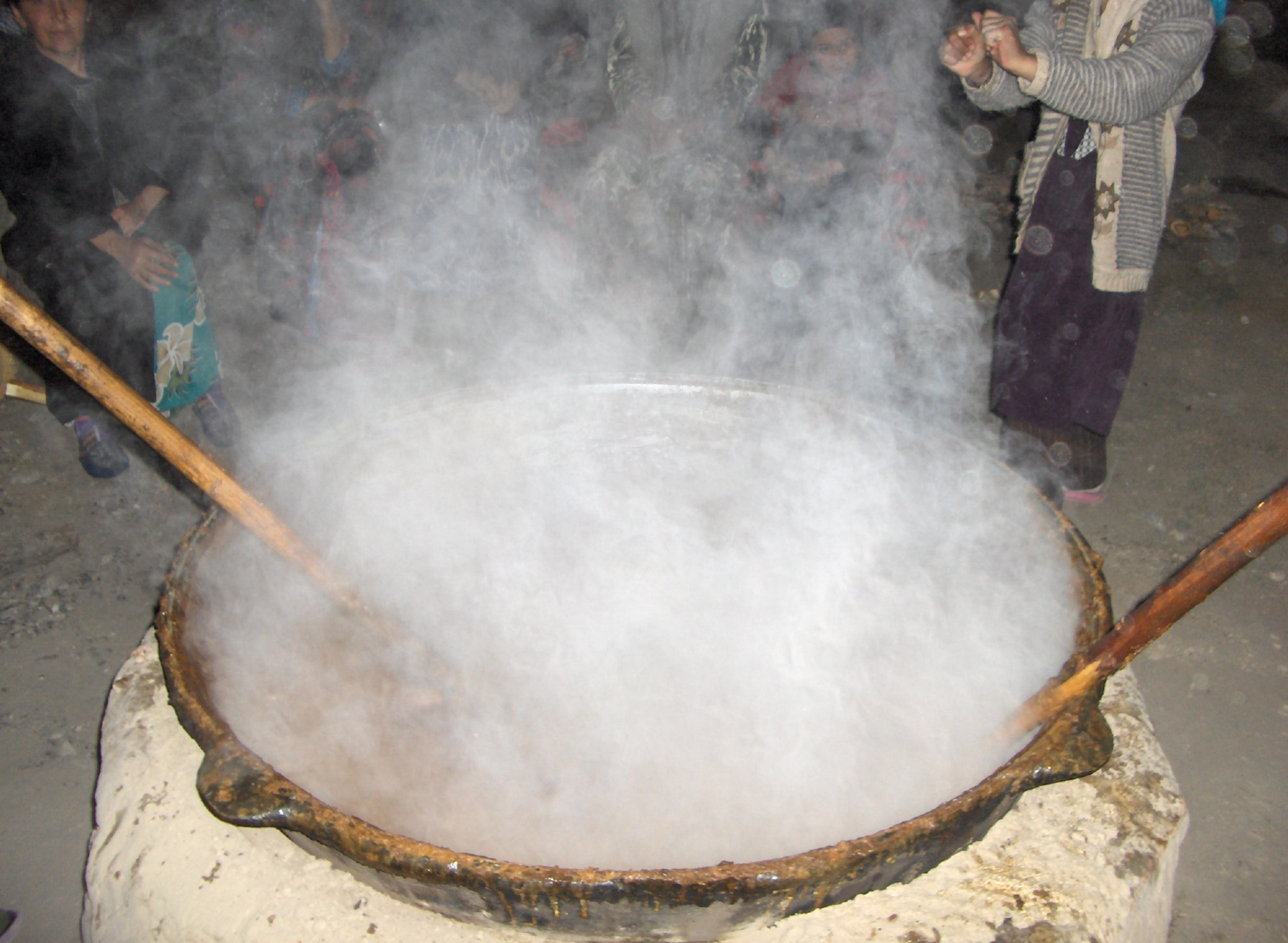
Preparando samanu en Isfara, Tayikistán.

Samanū (en persa: سمنو‎), Samanak (en persa: سمنک‎), o Sumalak/Sumalyak (en tayiko: сумалак; en uzbeko: sumalak), Samanu (en turco: Samanu) o Sümölök (en kirguís: сүмөлөк) es una pasta dulce preparada a base de trigo germinado (brotes o plantines de trigo), el cual se prepara para la celebración de Nowruz (celebración persa del año nuevo). El samanu se cuece en una gran olla (similar a un kazan) en Irán y algunos otros países. La práctica se remonta a las épocas del Gran Imperio Persa.
El trigo se deja en remojo para que germine durante varios días, el proceso completo de preparación dura una semana. Tradicionalmente, la cocción final se prolonga desde la tarde hasta el amanecer del dįa siguiente  cuando se realiza una fiesta exclusiva de las mujeres. La fiesta es llena de alegría y risas, música y canciones relacionadas con la oportunidad. En Tayikistán y Afganistán se entona la siguiente estrofa: Samanak dar Jūsh u mā Kafcha zanēm - Dīgarān dar Khwāb u mā Dafcha zanēm. (que significa: "El samanak hierve y lo revolvemos, mientras otros duermen y nosotros tocamos el daf").
En tiempos modernos, el preparado de samanu puede ser una actividad familiar. El samanu tradicional se prepara solo con trigo germinado y agua (sin ningún otro tipo de ingredientes). En la actualidad, es usual agregar harina para acelerar el espesado, aunque de estar forma la pasta es algo amarga y menos dulce.
Un plato o cuenco, también denominado kosa, es parte del samanu tradicional en la mesa de Haft sin.